# Departamento Quitilipi
Das Departamento Quitilipi liegt im Zentrum der Provinz Chaco im Nordwesten Argentiniens und ist eine von 25 Verwaltungseinheiten der Provinz.
Es grenzt im Norden und Nordwesten an das Departamento Maipú, im Norden und Nordosten an das Departamento Libertador General San Martín, im Osten an das Departamento Veinticinco de Mayo, im Süden an das Departamento San Lorenzo und im Westen an das Departamento Comandante Fernández.
Die Hauptstadt des Departamento Quitilipi ist das gleichnamige Quitilipi. Sie liegt 140 Kilometer von der Provinzhauptstadt Resistencia und 1.160 Kilometer von Buenos Aires entfernt.

## Bevölkerung
Nach Schätzungen des INDEC stieg die Einwohnerzahl des Departamento von 32.083 Einwohnern (2001) auf 33.269 Einwohner im Jahre 2005.

## Städte und Gemeinden
Das Departamento Quitilipi besteht aus einer einzigen Gemeinde (Municipio) aufgeteilt:
- Quitilipi

## Söhne und Töchter
- Hernán Salinas (1956–2003), Tangosänger
- Susana Szwarc (* 1952), Schriftstellerin und Dichterin

Koordinaten: 26° 54′ S, 60° 15′ W